# Johann Anton Pagendarm
Johann Anton Pagendarm (* 24. April 1642 in Herford; † 1702) war ein deutscher Pädagoge.

## Leben
Johann Anton Pagendarm war der Sohn des Kaufmanns zu Herford und Paderborn, Heinrich Pagendarm, und dessen Frau, Anna Fürstenau. Die Familie stammte aus Westfalen und war zu ihrer Zeit sehr bekannt. Sein Bruder Johann Jacob Pagendarm wurde später Kirchenmusiker.
Auf einer Herforder Trivialschule vorgebildet, besuchte Pagendarm anschließend ein Archigymnasium in Dortmund. 1663 wurde er Hauslehrer eines Sohnes des Adelsgeschlechts Pallandt, mit dem er die Universität Gießen bezog, dann ging er zur Universität Leipzig und anschließend an die Universität Jena. In Jena wurde er zum Magister ernannt. Hiernach studierte Pagendarm an der Universität Wittenberg.
Nach seinem Studium wurde Pagendarm Schulleiter eines Gymnasiums in Lemgow. In diesem Amte wechselte er 1678 nach Bremen an die dortige lutherische Domschule. Am 14. Januar 1681 schließlich wurde er nach Verden berufen. Dort sollte er das Rektorat für ungefähr 20 Jahre innehalten.
Am 1702 verstarb Pagendarm an Tuberkulose. Er erreichte ein Alter von 57 Jahren.

## Familie
Am 27. Juli 1683 ehelichte Pagendarm in Verden die Tochter des Superintendenten Ambrosius Henning, Catharine Margarethe Henning. Der Ehe entstammen drei Söhne und sechs Töchter.